# Kolová

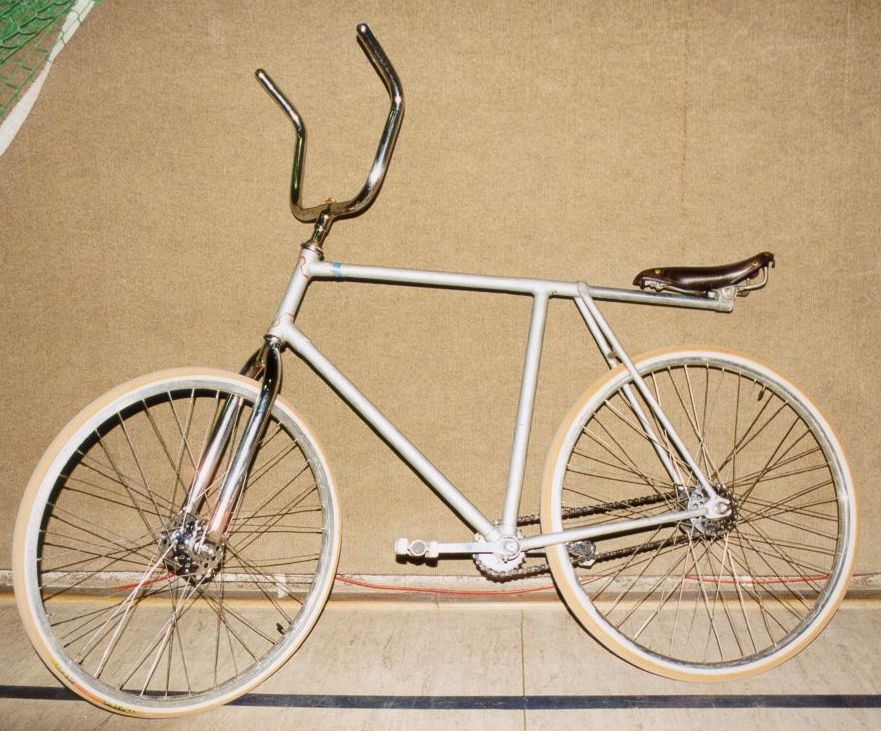
Kolo pro kolovou.

Kolová je sport podobný sálovému fotbalu, jen hráči po hřišti (o rozměrech 14×11 m) jezdí na kolech. V každém týmu hrají dva hráči, kteří kontrolují pohyb míče po hřišti na upravených kolech bez brzd s pevným převodem (tzv. furtošlap). Dále se hráči mohou míče při hře dotknout pouze hlavou. Brankář v brankovišti může ale zakročit jakkoli. Není přípustné šlápnout nohou na zem.
Míč na kolovou je potažen látkou a naplněn srnčími chlupy. Proto je jeho hmotnost cca 600 gramů. Průměr má 17–18 cm.
Poprvé byla tato hra představena roku 1893 Němco-Američanem Nicholasem Edwardem Kaufmannem. První mistrovství světa se pak konalo v roce 1929. Kolová je populární v Rakousku, Švýcarsku, Německu, Česku, Francii, Belgii. Tyto země hrají mistrovství světa skupiny A. Dále se hraje na mezinárodní úrovni v Japonsku, Malajsii, Hongkongu, Kanadě, Arménii, Lichtenštejnsku a Maďarsku.
S kolovou je úzce spřízněná krasojízda, ve které sportovci předvádějí jistý druh gymnastiky či akrobacie prováděné na kolech. Stejně jako cyklistická krasojízda je i kolová jedním z odvětví cyklistiky spadající do kategorie sálové cyklistiky. Obě disciplíny mají společné mistrovství světa a mistrovství Evropy (v juniorské kategorii).

## Historie
Tento sport byl představen v roce 1883 americkým artistickým cyklistou Nicholasem Edwardem Kaufmannem. Nejúspěšnějším týmem kolové všech dob jsou bratři Pospíšilové, kteří dokázali získat titul mistrů světa 20×, což je velmi unikátní absolutní rekord (a to i ve srovnání se všemi ostatními sporty vůbec). Z jednotlivců je nejúspěšnějším hráčem Jindřich Pospíšil, který má 20 zlatých medailí, 5 stříbrných a 2 bronzové, tj. o jednu stříbrnou a jednu bronzovou medaili více než jeho mladší bratr a týmový kolega (získal je v letech 1961 a 1962 spolu s Jaroslavem Svobodou v době, kdy Jan ještě hrál dorostenecké soutěže).
Až s dlouhým odstupem za nimi jsou Walter Osterwalder ze Švýcarska (7× mistr světa v letech 1946–1956) a reprezentanti Německa Eugen Blersch (7×) a Wilhelm Schreiber (6× – oba v letech 1931–1937).
Z národů jsou v kolové nejúspěšnější Němci s 33 tituly, druzí jsou Češi s 25 tituly.

## Mistrovství Evropy
Mistrovství Evropy v kolové se konalo celkem třikrát v letech 1927 až 1929, poté je nahradilo mistrovství světa. Prvními mistry Evropy se v roce 1927 stali Němci Walter a Georg Stolzeové, kteří svůj titul v roce 1928 obhájili. V současné době se mistrovství Evropy hraje v kategorii juniorů.
| ME | Rok  | Pořadatelské město | Zlato                             | Stříbro                        | Bronz                             |
| -- | ---- | ------------------ | --------------------------------- | ------------------------------ | --------------------------------- |
| 1  | 1927 | Kolín nad Rýnem    | Walter Stolze a Georg Stolze      | Werner Dell' Era a Emil Schmid | Wilhelm Schreiber a Eugen Blersch |
| 2  | 1928 | Drážďany           | Walter Stolze a Georg Stolze      | Walter Schulze a Walter Haase  | Wilhelm Shreiber a Eugen Blersch  |
| 3  | 1929 | Štrasburk          | Wilhelm Schreiber a Eugen Blersch | Walter Stolze a Georg Stolze   | neobsazeno                        |

## Mistrovství světa
Kolová je disciplína Mistrovství světa v sálové cyklistice které se koná každý rok vyjma přestávky v období 2. světové války (1939–1945) nepřetržitě už od roku 1930. Prvními mistry světa v kolové se v roce 1930 stali Němci Karl Berndt a Willi Scheibe.
Z Československa jsou prvními mistry světa František Sedláček a Bohumil Daneš (Praha 1948) – reprezentanti pražského oddílu (dnešního TJ Pankrác). Nejvíce titulů (20) zde získali bratři Pospíšilové z Brna, což je nejvíc titulů v československém i českém sportu vůbec (k roku 2017).
| MS                                               | Rok  | Pořadatelské město | Zlato                                    | Stříbro                                | Bronz                                  |
| ------------------------------------------------ | ---- | ------------------ | ---------------------------------------- | -------------------------------------- | -------------------------------------- |
| 1                                                | 1930 | Lipsko             | Karl Berndt a Willi Scheibe              | Georg Grebe a Otto Pantle              | Charles Weichert a Pfilippe Weichert   |
| 2                                                | 1931 | Bern               | Wilhelm Schreiber a Eugen Blersch        | Walter Osterwalder a Walter Gabler     | Charles Weichert a Pfilippe Weichert   |
| 3                                                | 1932 | Štrasburk          | Wilhelm Schreiber a Eugen Blersch        | Walter Osterwalder a Walter Gabler     | Ernest Heitz a Renè Heitz              |
| 4                                                | 1933 | Paříž              | Wilhelm Schreiber a Eugen Blersch        | Walter Osterwalder a Walter Gabler     | Charles Weichert a Pfilippe Weichert   |
| 5                                                | 1934 | Lipsko             | Wilhelm Schreiber a Eugen Blersch        | Walter Osterwalder a Walter Gabler     | Charles Weichert a Pfilippe Weichert   |
| 6                                                | 1935 | Antverpy           | Wilhelm Schreiber a Eugen Blersch        | Walter Osterwalder a Walter Gabler     | Charles Weichert a Pfilippe Weichert   |
| 7                                                | 1936 | Curych             | Eugen Blersch a Gustav Köping            | Walter Osterwalder a Walter Gabler     | Charles Weichert a Pfilippe Weichert   |
| 8                                                | 1937 | Vídeň              | Wilhelm Schreiber a Eugen Blersch        | Walter Osterwalder a Walter Gabler     | Charles Weichert a Pfilippe Weichert   |
| 9                                                | 1938 | Štrasburk          | Gustav Köping a Karl Schächter           | Walter Osterwalder a Walter Gabler     | Auguste Ferrand a Alfred Doell         |
| 10                                               | 1946 | Curych             | Walter Osterwalder a Walter Gabler       | Auguste Ferrand a Alfred Doell         | Jaroslav Novák a Jan Novák             |
| 11                                               | 1947 | Paříž              | Walter Osterwalder a Jacob Engler        | František Sedláček a Bohumil Daneš     | Josef Rogge a Gaston Davos             |
| 12                                               | 1948 | Praha              | František Sedláček a Bohumil Daneš       | Walter Gebs a Otto Zollet              | Marcel Amann a Georges Ertz            |
| 13                                               | 1949 | Kodaň              | Walter Gebs a Otto Zollet                | Auguste Ferrand a Georges Ertz         | František Sedláček a Bohumil Daneš     |
| 14                                               | 1950 | Lutych             | Walter Osterwalder a Rudi Breitenmoser   | Marcel Amann a Georges Ertz            | Gustave Tack a Alfons Bultynck         |
| 15                                               | 1951 | Milán              | Walter Osterwalder a Rudi Breitenmoser   | Willi Pensel a Rudi Pensel             | Marcel Amann a Auguste Ferrand         |
| 16                                               | 1952 | Bad Mondorf        | Walter Osterwalder a Rudi Breitenmoser   | Willi Pensel a Rudi Pensel             | Marcel Amann a Auguste Ferrand         |
| 17                                               | 1953 | Curych             | Walter Osterwalder a Rudi Breitenmoser   | Willi Pensel a Rudi Pensel             | František Sedláček a Jaroslav Novák    |
| 18                                               | 1954 | Kolín nad Rýnem    | Rudi Breitenmoser a Fritz Flachsmann     | Willi Pensel a Rudi Pensel             | František Sedláček a Jaroslav Novák    |
| 19                                               | 1955 | Milán              | Willi Pensel a Rudi Pensel               | František Sedláček a Jaroslav Novák    | Otto Zollet a Fritz Flachsmann         |
| 20                                               | 1956 | Kodaň              | Walter Osterwalder a Rudi Breitenmoser   | Willi Pensel a Rudi Pensel             | Jaroslav Novák a Jaroslav Beneš        |
| 21                                               | 1957 | Lutych             | Willi Pensel a Rudi Pensel               | Walter Gebs a Otto Zollet              | Gerd Martin a Gerhard Degenkolb        |
| 22                                               | 1958 | Karl Marx Stadt    | Gerd Martin a Gerhard Degenkolb          | Rudi Breitenmoser a Georges Lienhard   | Jean Wolf a Renè Boeglin               |
| 23                                               | 1959 | Stuttgart          | Karl Buchholz a Oskar Buchholz           | Heinz Schneider a Gerhard Landmann     | Zdeněk Bíma a Lubomír Špachmann        |
| 24                                               | 1960 | Mylhúzy            | Adolf Oberhänsli a Erwin Oberhänsli      | Jean Wolf a Renè Boeglin               | Theo Drzewicki a Erhard Stübner        |
| 25                                               | 1961 | St. Gallen         | Karl Buchholz a Oskar Buchholz           | Gerd Martin a Gerhard Degenkolb        | Jindřich Pospíšil a Jaroslav Svoboda   |
| 26                                               | 1962 | Vídeň              | Karl Buchholz a Oskar Buchholz           | Jindřich Pospíšil a Jaroslav Svoboda   | Rudi Breitenmoser a Georges Lienhard   |
| 27                                               | 1963 | Basilej            | Karl Buchholz a Oskar Buchholz           | Adolf Oberhänsli a Erwin Oberhänsli    | Dieter Stolze a Hans Stolze            |
| 28                                               | 1964 | Kodaň              | Karl Buchholz a Oskar Buchholz           | Jindřich Pospíšil a Jan Pospíšil       | Jean Wolf a Renè Boeglin               |
| 29                                               | 1965 | Praha              | Jindřich Pospíšil a Jan Pospíšil         | Gerd Martin a Erich Dusin              | Werner Wenzel a Günter Bittendorf      |
| 30                                               | 1966 | Kolín nad Rýnem    | Gerd Martin a Erich Dusin                | Werner Wenzel a Günter Bittendorf      | Jindřich Pospíšil a Jan Pospíšil       |
| 31                                               | 1967 | Baden              | Werner Wenzel a Günter Bittendorf        | Jindřich Pospíšil a Jan Pospíšil       | Erich Dusin a Erich Emde               |
| 32                                               | 1968 | Kassel             | Jindřich Pospíšil a Jan Pospíšil         | Dieter Stolze a Hans Stolze            | Werner Wenzel a Günter Bittendorf      |
| 33                                               | 1969 | Erfurt             | Jindřich Pospíšil a Jan Pospíšil         | Wolfgang Flackus a Klaus Bernais       | Erich Dusin a Erich Emde               |
| 34                                               | 1970 | Ostrava            | Jindřich Pospíšil a Jan Pospíšil         | Wolfgang Flackus a Klaus Bernais       | Paul Oberhänsli a Georg Meile          |
| 35                                               | 1971 | Baden              | Jindřich Pospíšil a Jan Pospíšil         | Wolfgang Flackus a Klaus Bernais       | Peter Tschopp a Bruno Moser            |
| 36                                               | 1972 | Offenburg          | Jindřich Pospíšil a Jan Pospíšil         | Wolfgang Flackus a Klaus Bernais       | Jörg Osterwalder a Hanspeter Maurer    |
| 37                                               | 1973 | Vídeň              | Jindřich Pospíšil a Jan Pospíšil         | Wolfgang Flackus a Klaus Bernais       | Peter Tschopp a Remo Stübi             |
| 38                                               | 1974 | Heerlen            | Jindřich Pospíšil a Jan Pospíšil         | Wolfgang Flackus a Klaus Bernais       | Paul Oberhänsli a Georg Meile          |
| 39                                               | 1975 | Gent               | Jindřich Pospíšil a Jan Pospíšil         | Wolfgang Flackus a Klaus Bernais       | Paul Oberhänsli a Georg Meile          |
| 40                                               | 1976 | Münster            | Jindřich Pospíšil a Jan Pospíšil         | Wolfgang Flackus a Klaus Bernais       | Paul Oberhänsli a Georg Meile          |
| 41                                               | 1977 | Brno               | Jindřich Pospíšil a Jan Pospíšil         | Hartmut Retzlaff a Reiner Will         | Beat Weber a Bruno Moser               |
| 42                                               | 1978 | Herning            | Jindřich Pospíšil a Jan Pospíšil         | Paul Oberhänsli a Georg Meile          | Erwin Schmitt a Klaus Schneider        |
| 43                                               | 1979 | Schiltigheim       | Jindřich Pospíšil a Jan Pospíšil         | Paul Oberhänsli a Jörg Osterwalder     | Eric Tack a Daniel Van de Velde        |
| 44                                               | 1980 | Möhlin             | Jindřich Pospíšil a Jan Pospíšil         | Paul Oberhänsli a Jörg Osterwalder     | Hartmut Retzlaff a Thomas Steinmeier   |
| 45                                               | 1981 | Heerlen            | Jindřich Pospíšil a Jan Pospíšil         | Paul Oberhänsli a Jörg Osterwalder     | Erwin Schmitt a Klaus Schneider        |
| 46                                               | 1982 | Wiesbaden          | Andreas Steinmeier a Thomas Steinmeier   | Jindřich Pospíšil a Jan Pospíšil       | Markus Foi a Luigi Foi                 |
| 47                                               | 1983 | Vídeň              | Andreas Steinmeier a Thomas Steinmeier   | Jindřich Pospíšil a Jan Pospíšil       | Peter Kern a Martin Zinser             |
| 48                                               | 1984 | Schiltigheim       | Jindřich Pospíšil a Jan Pospíšil         | Paul Oberhänsli a Jörg Osterwalder     | Andreas Steinmeier a Thomas Steinmeier |
| 49                                               | 1985 | St. Gallen         | Jindřich Pospíšil a Jan Pospíšil         | Andreas Steinmeier a Thomas Steinmeier | Paul Oberhänsli a Jörg Osterwalder     |
| 50                                               | 1986 | Genk               | Jindřich Pospíšil a Jan Pospíšil         | Jürgen King a Werner King              | Peter Kern a Martin Zinser             |
| 51                                               | 1987 | Herning            | Jindřich Pospíšil a Jan Pospíšil         | Jürgen King a Werner King              | Andreas Bösch a Manfred Schneider      |
| 52                                               | 1988 | Ludwigshafen       | Jindřich Pospíšil a Jan Pospíšil         | Manfred Geilert a Frank Müller         | Andreas Bösch a Gernot Fontain         |
| 53                                               | 1989 | Heerlen            | Miroslav Berger a Miroslav Kratochvíl    | Jürgen King a Werner King              | Andreas Böch a Manfred Schneider       |
| 54                                               | 1990 | Bregenz            | Andreas Steinmeier a Thomas Steinmeier   | Miroslav Berger a Miroslav Kratochvíl  | Andreas Metzger a Ulli Suter           |
| 55                                               | 1991 | Brno               | Jürgen King a Werner King                | Peter Kern a Marcel Bosshart           | Luc Mottet a Rudy Covent               |
| 56                                               | 1992 | Curych             | Jürgen King a Werner King                | Peter Kern a Marcel Bosshart           | Miroslav Berger a Miroslav Kratochvíl  |
| 57                                               | 1993 | Hongkong           | Peter Kern a Marcel Bosshart             | Marco Schallert a Reinhardt Schneider  | Jürgen King a Werner King              |
| 58                                               | 1994 | Saarbrücken        | Jürgen King a Werner King                | Miroslav Berger a Miroslav Kratochvíl  | Peter Kern a Marcel Bosshart           |
| 59                                               | 1995 | Épinal             | Peter Kern a Marcel Bosshart             | Miroslav Berger a Miroslav Kratochvíl  | Luc Mottet a Rudy Covent               |
| 60                                               | 1996 | Johor Bahru        | Peter Kern a Marcel Bosshart             | Michael Lomuscio a Sandro Lomuscio     | Rudolf Böhm a Herbert Pischl           |
| 61                                               | 1997 | Winterthur         | Peter Kern a Marcel Bosshart             | Pavel Šmíd a Oldřich Groch             | Andreas Bösch a Gernot Fontain         |
| 62                                               | 1998 | Přerov             | Jörg Latzel a Karsten Hormann            | Miroslav Berger a Miroslav Kratochvíl  | Marco Schallert a Dietmar Schneider    |
| 63                                               | 1999 | Madeira            | Peter Jiříček a Christoph Hauri          | Marco Schallert a Dietmar Schneider    | Pavel Šmíd a Petr Skoták               |
| 64                                               | 2000 | Böblingen          | Michael Lomuscio a Sandro Lomuscio       | Peter Jiříček a Hanspeter Flachsmann   | Marco Schallert a Dietmar Schneider    |
| 65                                               | 2001 | Kaseda             | Michael Lomuscio a Sandro Lomuscio       | Marco Schallert a Dietmar Schneider    | Pavel Šmíd a Petr Skoták               |
| 66                                               | 2002 | Dornbirn           | Peter Jiříček a Paul Looser              | Marco Schallert a Reinhard Schneider   | Pavel Šmíd a Petr Skoták               |
| 67                                               | 2003 | Schiltigheim       | Miroslav Berger a Jiří Hrdlička          | Peter Jiříček a Paul Looser            | Reinhard Schneider a Andreas Lubetz    |
| 68                                               | 2004 | Tata               | Pavel Šmíd a Petr Skoták                 | Peter Jiříček a Paul Looser            | Simon König a Dietmar Schneider        |
| 69                                               | 2005 | Freiburg           | Mike Pfaffenberger a Steve Pfaffenberger | Miroslav Berger a Jiří Hrdlička        | Simon König a Dietmar Schneider        |
| 70                                               | 2006 | Chemnitz           | Thomas Abel a Christian Hess             | Jiří Böhm a Jiří Hrdlička              | Simon König a Dietmar Schneider        |
| 71                                               | 2007 | Winterthur         | Thomas Abel a Christian Hess             | Martin Lingg a Markus Bröll            | Peter Jiříček a Timo Reichen           |
| 72                                               | 2008 | Dornbirn           | Radim Hasoň a Jiří Hrdlička              | Thomas Abel a Christian Hess           | Simon König a Dietmar Schneider        |
| 73                                               | 2009 | Tavira             | Peter Jiříček a Marcel Waldispühl        | Matthias König a Uwe Berner            | Simon König a Dietmar Schneider        |
| 74                                               | 2010 | Stuttgart          | Uwe Berner a Matthias König              | Peter Jiříček a Marcel Waldispühl      | Dietmar Schneider a Patrick Schnetzer  |
| 75                                               | 2011 | Kagošima           | Dietmar Schneider a Patrick Schnetzer    | Roman Schneider a Dominik Planzer      | Marco Rossmann a Roman Müller          |
| 76                                               | 2012 | Aschaffenburg      | Dominik Planzer a Roman Schneider        | Dietmar Schneider a Patrick Schnetzer  | Marco Rossmann a Jens Krichbaum        |
| 77                                               | 2013 | Basilej            | Markus Bröll a Patrick Schnetzer         | Marco Rossmann a Jens Krichbaum        | Dominik Planzer a Roman Schneider      |
| 78                                               | 2014 | Brno               | Markus Bröll a Patrick Schnetzer         | Dominik Planzer a Roman Schneider      | Pavel Šmíd a Petr Skoták               |
| 79                                               | 2015 | Johor Bahru        | Markus Bröll a Patrick Schnetzer         | Dominik Planzer a Roman Schneider      | Benjamin Meyer a Quentin Seyfried      |
| 80                                               | 2016 | Stuttgart          | Markus Bröll a Patrick Schnetzer         | Dominik Planzer a Roman Schneider      | Gerhard Mlady a Bernd Mlady            |
| 81                                               | 2017 | Dornbirn           | Bernd Mlady a Gerhard Mlady              | Markus Bröll a Patrick Schnetzer       | Dominik Planzer a Roman Schneider      |
| 82                                               | 2018 | Lutych             | Markus Bröll a Patrick Schnetzer         | Bernd Mlady a Gerhard Mlady            | Paul Looser a Roman Schneider          |
| 83                                               | 2019 | Basilej            | Markus Bröll a Patrick Schnetzer         | Bernd Mlady a Gerhard Mlady            | Jiří Hrdlička a Pavel Loskot           |
| MS 2020 bylo zrušeno z důvodu pandemie covidu-19 |      |                    |                                          |                                        |                                        |
| 84                                               | 2021 | Stuttgart          | Bernd Mlady a Gerhard Mlady              | Severin Waibel a Benjamin Waibel       | Patrick Schnetzer a Stefan Feurstein   |
| 85                                               | 2022 | Gent               | Patrick Schnetzer a Stefan Feurstein     | Bernd Mlady a Gerhard Mlady            | Severin Waibel a Benjamin Waibel       |
| 86                                               | 2023 | Glasgow            | Raphael Kopp a Andre Kopp                | Yannick Fröhlich a Timon Fröhlich      | Patrick Schnetzer a Stefan Feurstein   |
| 87                                               | 2024 | Brémy              | Raphael Kopp a Bernd Mlady               | Patrick Schnetzer a Stefan Feurstein   | Severin Waibel a Jon Müller            |

### Počty medailí z MS dle států
Započteno 86 již proběhlých MS od roku 1930 do roku 2023 včetně. Výsledky NSR jsou připočteny Německu, výsledky ČSSR Česku.
| Pořadí | Stát      | Zlato | Stříbro | Bronz |
| ------ | --------- | ----- | ------- | ----- |
| 1.     | Německo   | 33    | 28      | 11    |
| 2.     | Česko     | 25    | 14      | 14    |
| 3.     | Švýcarsko | 18    | 29      | 21    |
| 4.     | Rakousko  | 8     | 7       | 16    |
| 5.     | NDR       | 2     | 4       | 4     |
| 6.     | Francie   | 0     | 4       | 15    |
| 7.     | Belgie    | 0     | 0       | 5     |

### Pořadatelství MS dle států
Od roku 1930 se všechna MS konala v Evropě. Až v roce 1993 se konalo první MS v Asii (Hongkong).
Nejčastějšími pořadatelskými městy jsou Curych (Švýcarsko),  Vídeň (Rakousko) a Stuttgart (Německo) – 4×.
Započteno 86 již proběhlých MS od roku 1930 do roku 2023 včetně.
| Pořadí | Stát               | Počet MS | Naposledy |
| ------ | ------------------ | -------- | --------- |
| 1.     | Německo            | 20       | 2021      |
| 2.     | Švýcarsko          | 15       | 2019      |
| 3.     | Francie            | 9        | 2003      |
| 4.     | Rakousko           | 8        | 2017      |
| 5.     | Česko              | 7        | 2014      |
| 6.     | Belgie             | 7        | 2022      |
| 7.     | Dánsko             | 5        | 1987      |
| 8.     | Nizozemsko         | 3        | 1989      |
| 9.     | Itálie             | 2        | 1955      |
| 10.    | Portugalsko        | 2        | 2009      |
| 11.    | Japonsko           | 2        | 2011      |
| 12.    | Malajsie           | 2        | 2015      |
| 13.    | Lucembursko        | 1        | 1952      |
| 14.    | Hongkong           | 1        | 1993      |
| 15.    | Maďarsko           | 1        | 2004      |
| 16.    | Spojené království | 1        | 2023      |

### Čeští medailisté MS
Prvními českými medailisty na MS v kolové byli již v roce 1946 Jaroslav Novák a Jan Novák, kteří získali bronzové medaile v Curychu. Prvními mistry světa se stali František Sedláček a Bohumil Daneš v Praze roku 1948. Nejúspěšnějšími českými hráči jsou bratři Pospíšilové.
| Pořadí | Jméno               | Zlato                           | Stříbro                          | Bronz                      |
| ------ | ------------------- | ------------------------------- | -------------------------------- | -------------------------- |
| 1.     | Jindřich Pospíšil   | 20 (1965, 1968–1981, 1984–1988) | 5 (1962, 1964, 1967, 1982, 1983) | 2 (1961, 1966)             |
| 2.     | Jan Pospíšil        | 20 (1965, 1968–1981, 1984–1988) | 4 (1964, 1967, 1982, 1983)       | 1 (1966)                   |
| 3.     | Miroslav Berger     | 2 (1989, 2003)                  | 5 (1990, 1994, 1995, 1998, 2005) | 1 (1992)                   |
| 4.     | Jiří Hrdlička       | 2 (2003, 2008)                  | 2 (2005, 2006)                   | 1 (2019)                   |
| 5.     | Miroslav Kratochvíl | 1 (1989)                        | 4 (1990, 1994, 1995, 1998)       | 1 (1992)                   |
| 6.     | František Sedláček  | 1 (1948)                        | 2 (1947, 1955)                   | 3 (1949, 1953, 1954)       |
| 7.     | Pavel Šmíd          | 1 (2004)                        | 1 (1997)                         | 4 (1999, 2001, 2002, 2014) |
| 8.     | Bohumil Daneš       | 1 (1948)                        | 1 (1947)                         | 1 (1949)                   |
| 9.     | Petr Skoták         | 1 (2004)                        | 0                                | 4 (1999, 2001, 2002, 2014) |
| 10.    | Radim Hasoň         | 1 (2008)                        | 0                                | 0                          |
| 11.    | Jaroslav Novák      | 0                               | 1 (1955)                         | 4 (1946, 1953, 1954, 1956) |
| 12.    | Jaroslav Svoboda    | 0                               | 1 (1962)                         | 1 (1961)                   |
| 13.    | Oldřich Groch       | 0                               | 1 (1997)                         | 0                          |
| 14.    | Jiří Böhm           | 0                               | 1 (2006)                         | 0                          |
| 15.    | Jan Novák           | 0                               | 0                                | 1 (1946)                   |
| 16.    | Jaroslav Beneš      | 0                               | 0                                | 1 (1956)                   |
| 17.    | Zdeněk Bíma         | 0                               | 0                                | 1 (1959)                   |
| 18.    | Lubomír Špachmann   | 0                               | 0                                | 1 (1959)                   |
| 19.    | Pavel Loskot        | 0                               | 0                                | 1 (2019)                   |

## Mistrovství Evropy juniorů (od roku 1975)
| MEJ                                               | Rok  | Pořadatelské město | Zlato                              | Stříbro                                   | Bronz                                   |
| ------------------------------------------------- | ---- | ------------------ | ---------------------------------- | ----------------------------------------- | --------------------------------------- |
| 1                                                 | 1975 | Wickrath           | Karel Harth a Radomír Haman        | Sommer a Wanner                           | Kien a Geilert                          |
| 2                                                 | 1976 | Schiltigheim       | Thomas a Andreas Steinmeier        | Miroslav Berger a Petr Otoupalík          | Metzger a Kalt                          |
| 3                                                 | 1977 | Heerlen            | bratři Schön                       | Miroslav Berger a Karel Berger            | Meyer a Schall                          |
| 4                                                 | 1978 | Trimbach           | Luc Motet a Osterlinck             | Miroslav Berger a Milan Lustig            | Schlossar a Bräuer                      |
| 5                                                 | 1979 | St. Pölten         | Miroslav Berger a Milan Lustig     | bratři Jürgen a Werner King               | Schlossar a Bräuer                      |
| 6                                                 | 1980 | Insel Reichenau    | Peter Kern a Martin Zinser         | Braun a Münzing                           | Brož a Janda                            |
| 7                                                 | 1981 | Büttgen            | Metzger a Brehm                    | Milan Lustig a Ladislav Kubiš             | Baumann a Sattler                       |
| 10                                                | 1982 | Ypry               | Kratochvíl a Niedermaier           | Orth a Leber                              | Brunner a Vollmer                       |
| 11                                                | 1983 | Miramas            | Baumann a Sattler                  | Kratochvíl a Niedermaier                  | Jung a Ohl                              |
| 12                                                | 1984 | Tailfingen         | Bösch a Schneider                  | Rönning a Kaiser                          | Kosík a Malík                           |
| 13                                                | 1985 | Feurs              | Bösch a Schneider                  | Gebr. a Wille                             | Daemers a Tremere                       |
| 14                                                | 1986 | Tišnov             | Šmíd a Malík                       | Kern a Bitterli                           | Lange a Fritzt                          |
| 15                                                | 1987 | Altdorf            | Schneider a Huber                  | Gebr. a Riether                           | Šmíd a Groch                            |
| 16                                                | 1988 | St. Pölten         | Schneider a Huber                  | Šmíd a Groch                              | Kuschniers a Wegmann                    |
| 17                                                | 1989 | Kodaň              | Schneider a Huber                  | Kuschniers a Wegmann                      | Bima a Gregor                           |
| 18                                                | 1990 | Bülach             | Mager a Zschech                    | Hrdlička a Loskot                         | Schneider a Huber                       |
| 19                                                | 1991 | Baunatal           | Hrdlička a Loskot                  | Müller a Waldispühl                       | Braunger a Federici                     |
| 20                                                | 1992 | Praha              | Böhm a Skoták                      | Rödel a Wegmann                           | Baumgartner a Reiser                    |
| 21                                                | 1993 | Steckborn          | Drescher a Knoblauch               |                                           |                                         |
| 22                                                | 1994 | Zlín               | Reichen a Jiricek                  | Beismann a Hinkel                         | Schumm a Pischl                         |
| 23                                                | 1995 | Oelde              | Beismann a Hinkel                  | Reichen a Jiricek                         | Hasoň a Loskot                          |
| 24                                                | 1996 | Heerlen            | Müller a Seidelt                   | Bernhardsgrütter a Jiricek                | Hasoň a Loskot                          |
| 25                                                | 1997 | Feldkirch          | Hasoň a Loskot                     | Linder a Schneider                        | Hübli a Schuepp                         |
| 26                                                | 1998 | Baj                | Hübli a Schuepp                    | Gebr. a Paffenberger                      | Küng a Maccani                          |
| 26                                                | 1999 | Ginsheim           | Müller a Roßmann                   | Burtscher a Lingg                         | Vitula a Zoubek                         |
| 27                                                | 2000 | Steckborn          | Gebr. a Paffenberger               | Hasoň a Vitula                            | Oberhänsli a Schneider                  |
| 28                                                | 2001 | Liberec            | Gebr. a Paffenberger               | Oberhänsli a Schneider                    | Altengruber a König                     |
| 29                                                | 2002 | Gent               | Rademann a Schröter                | Oberhänsli a Schönenberger                | Altengruber a König                     |
| 29                                                | 2003 | Altdorf            | Bläsi a Mannes                     | Miholy a Novotný                          | Burtscher a Bröll                       |
| 30                                                | 2004 | Lustenau           | Burtscher a Bröll                  | Bläsi a Mannes                            | Gebr.a Oberhänsli                       |
| 31                                                | 2005 | Nufringen          | Bläsi a Mannes                     | Gebr.a Oberhänsli                         | Lubetz a Fischer                        |
| 32                                                | 2006 | Litomyšl           | Raphael Kopp a Julian Kopp         | Florian Fischer a Jürgen Dressel          | Lukáš Richter a Ladislav Dvořák         |
| 33                                                | 2007 | Geispolsheim       | Bernd Mlady a Gerhard Mlady        | Lukáš Richter a Ladislav Dvočák           | Thommy Bröll a Patrick Köck             |
| 34                                                | 2008 | Bazenheid          | Bernd Mlady a Gerhard Mlady        | Sven Korn a Christian Leuenberger         | Patrick Schnetzer a Johannes Bauer      |
| 35                                                | 2009 | Herleen            | Patrick Schnetzer a Johannes Bauer | Martin Egarter a Thomas Kieferle          | Pavel Richter a David Richtr            |
| 36                                                | 2010 | Ludwigslust        | Patrick Schnetzer a Johannes Bauer | Patrick Mergel a Matthias Mergel          | Severin Waibel a Benjamin Waibel        |
| 37                                                | 2011 | Höchst             | Patrick Schnetzer a Johannes Bauer | Patrick Mergel a Matthias Mergel          | Michael Salm a Attila De Biasio         |
| 38                                                | 2012 | Gent               | Marcel Schüle Björn Bootsmann      | Stefan Feurstein a Sebastian Brunner      | Filip Zahálka a Marek Topolář           |
| 39                                                | 2013 | Altdorf            | Daniel Becker a Christian Ochßner  | Thomas Stojan a Severin Zimmermann        | Kevin Bachmann a Moritz Vogt            |
| 40                                                | 2014 | Tata               | Stefan Feurstein Sebastian Brunner | Leon Gebser a Peter Krause                | Jiří Hrdlička a Roman Staněk            |
| 41                                                | 2015 | Nufringen          | Marco Wagner a Till Wehner         | Simon Fischler a Luc Graf                 | Radek Adam a Miroslav Gottfried         |
| 42                                                | 2016 | Baar               | Max Rückschloss a Eric Haedicke    | Jonas Hron a Benjamin Buchhäusl           | Filip Váňa a Martin Drabálek            |
| 43                                                | 2017 | Praha              | Max Rückschloss a Eric Haedicke    | Bastian Arnoldi a Maximilian Schwendinger | Rafael Artho a Björn Vögel              |
| 44                                                | 2018 | Bazenheid          | Tim Lehmann a Eric Lehmann         | Bastian Arnoldi a Maximilian Schwendinger | Rafael Artho a Björn Vögel              |
| 45                                                | 2019 | Geispolsheim       | Yannick Fröhlich a Timon Fröhlich  | Tim Lehmann a Eric Lehmann                | Bastian Arnoldi a Phillipp Schwendinger |
| MEJ 2020 bylo zrušeno z důvodu pandemie covidu-19 |      |                    |                                    |                                           |                                         |
| 46                                                | 2021 | Altdorf (Bürglen)  | Valentin Stadler a Jon Müller      | Chris Rapp a Robin Bluthardt              | Phillipp Schwendinger a Elias Gabriel   |
| 47                                                | 2022 | Schaffhausen       | Luis Müller a Loris Ferrari        | Michal Musil a David Petr                 | Julian Manser a Robin Hedley            |
| 48                                                | 2023 | Wallisellen        | Luis Müller a Loris Ferrari        | Max Schallert a Timo Lampert              | Jáchym Baxa a Tadeáš Červík             |
| 49                                                | 2024 | Amorbach           | Jáchym Baxa a Richard Baxa         | Oscar Müller a Vin Görlich                | Max Schallert a Timo Lampert            |

## Mistrovství Evropy U23 (od roku 1995)
| ME                                                   | Rok  | Pořadatelské město | Zlato                              | Stříbro                            | Bronz                                 |
| ---------------------------------------------------- | ---- | ------------------ | ---------------------------------- | ---------------------------------- | ------------------------------------- |
| 1                                                    | 1995 | Ailingen           | Abel Thomas a Häuser Jens          | Loskot Robert a Hrdlička Jiří      | Braunger Sven a Federici Alessandro   |
| 2                                                    | 1996 | Hechtsheim         | Jiricek Peter a Reichen Timo       | Müller a Seidelt                   | Schumm Wolfgang a Pischl Jürgen       |
| 3                                                    | 1997 | Mosnang            | Beismann Stefan a Hinkel Sascha    | Jiricek Peter a Reichen Timo       | Scherrer Roger a Gmür Reto            |
| 4                                                    | 1998 | Brno               | Beismann Stefan a Hinkel Sascha    | Schumm Wolfgang a Pischl Jürgen    | Scherrer Roger a Gmür Reto            |
| 5                                                    | 1999 | Odense             | Lindner Tim a Schneider Thorsten   | Baudu Christoph a Deuvaert Rik     | Loskot Pavel a Hasoň Radim            |
| 6                                                    | 2000 | Aldorf             | Seidelt Robert a Müller Axel       | Pavel Pavel a Hasoň Raďim          | König Matthias a Posedi Michael       |
| 7                                                    | 2001 | Baj                | Loskot Pavel a Hasoň Raďim         | Müller Roman a Roßmann Marco       | Lindner Tim a Schneider Thorsten      |
| 8                                                    | 2002 | Ginsheim           | Pfaffenberger a Maike & Steve      | Müller Roman a Roßmann Marco       | Přikryl Petr a Lepka Raďim            |
| 9                                                    | 2003 | Gent               | Müller Roman a Roßmann Marco       | König Matthias a Posedi Michael    | Planzer Dominik a Gisler Roger        |
| 10                                                   | 2004 | Ehrenberg          | Kopp a Andrè & Manuel              | Rademann Rico a Schroeter Maike    | Schneider Da. a Schöneberger Lu.      |
| ME U23 2005 neodehráno                               |      |                    |                                    |                                    |                                       |
| 12                                                   | 2006 | Ginsheim           | Markus a Silvan Oberhänsl          | Markus Bröll a Thommy Bröll        | Christian Kuhn a Oliver Uhlirsch      |
| 13                                                   | 2007 | Chemnitz           | Max Bläsi a Stefan Mannes          | Uriel Sonderegger a Thomas Koch    | Christian Kühn / Oliver Uhlrisch      |
| 14                                                   | 2008 | Krofdorf           | Markus Bröll a Thommy Bröll        | Luca Wagner a Sascha Götz          | Uriel Sonderegger a Thomas Koch       |
| 15                                                   | 2009 | Beringen           | Markus Bröll a Thommy Bröll        | Simon Lubetz a Florian Fischer     | Gerhard Mlady a Bernd Mlady           |
| 16                                                   | 2010 | Mosnang            | Gerhard Mlady a Bernd Mlady        | Moritz Rauch a Janis Stenner       | Patrick Schnetzer a Florian Fischer   |
| 17                                                   | 2011 | Baj                | Gerhard Mlady a Bernd Mlady        | Patrick Schnetzer a Johannes Bauer | Thorsten Göpfert a Markus Kuhlager    |
| 18                                                   | 2012 | Dornbirn           | Patrick Schnetzer a Johannes Bauer | Gerhard Mlady a Bernd Mlady        | Simon Schlegel a Simon Plankensteiner |
| 19                                                   | 2013 | Ginsheim           | Patrick Schnetzer a Johannes Bauer | Severin Waibel a Benjamin Waibel   | Matthias Mergel a Patrick Mergel      |
| 20                                                   | 2014 | Reichenbach        | Florian Bartl a Philip Blasi       | Benjamin Waibel a Sverein Waibel   | Patrick Schnetzer a Simon Schlegel    |
| 21                                                   | 2015 | Denkendorf         | Patrick Schnetzer a Johannes Bauer | Felix Weinert a Valentin Notheis   | Marcel Schüle a Björn Bootsmann       |
| 22                                                   | 2016 | Waldrems           | Kevin Bachmann a Stefan Feurstein  | Marc Beinschrodt a Philipp Kling   | Marcel Schüle a Björn Bootsmann       |
| 23                                                   | 2017 | Dorlisheim         | Kevin Bachmann a Stefan Feurstein  | Roger Artho a Manuel Mutti         | Mathias Seyfried a Thomas Leclerc     |
| 24                                                   | 2018 | Zlín               | Kevin Bachmann a Stefan Feurstein  | Max Rückschloss a Eric Haedicke    | Jiří Hrdlička a Roman Staněk          |
| 25                                                   | 2019 | Wiesbaden          | Mathias Seyfried a Thomas Leclerc  | Luc Graf a Simon Fischler          | Marco Wagner a Till Wehner            |
| ME U23 2020 bylo zrušeno z důvodu pandemie covidu-19 |      |                    |                                    |                                    |                                       |
| 26                                                   | 2021 | Mosnang            | Eric Haedicke a Max Rückschloss    | Tim Lehmann a Eric Lehmann         | Yannick Fröhlich a Timon Fröhlich     |
| 27                                                   | 2022 | Aalen              | Markus Dörr a Luca Kovacevic       | Yannick Fröhlich a Timon Fröhlich  | Tomáš Horák a Radek Adam              |
| 28                                                   | 2023 | Aldorf             | Yannick Fröhlich a Timon Fröhlich  | Tim Lehmann a Eric Lehmann         | Jan Hrdlicka a Jan Kripner            |
| 29                                                   | 2024 | Großkoschen        | Tim Lehmann a Eric Lehmann         | Timon Fröhlich a Jon Müller        | Jannes Müller a Luis Müller           |

## Kolová v Česku
V České republice je celkem 13 oddílů kolové:
- TJ Pankrác Praha
- TJ Start VD Plzeň
- TJ Favorit Brno
- MO Svitávka
- SC Svitávka
- Lokomotiva Liberec
- Spartak Chrastava
- SK Chodsko
- Sokol Šitbořice
- Spartak Přerov
- Sokol Zlín-Prštné
- MILO Olomouc
- Prima Nezamyslice

#### Facebookové stránky jednotlivých oddílů
- Kolová TJ MILO Olomouc
- Kolová Pankrác PRAHA
- TJ Start VD PLZEŇ- oddíl kolová
- Favorit BRNO - kolová
- Kolová - Sálová Cyklistika SVITÁVKA
- Kolová - SK CHODSKO
- Kolová ŠITBOŘICE
- TJ Spartak PŘEROV - kolová
- TJ Sokol ZLÍN Prštné - kolová